# Tekst aleksandryjski

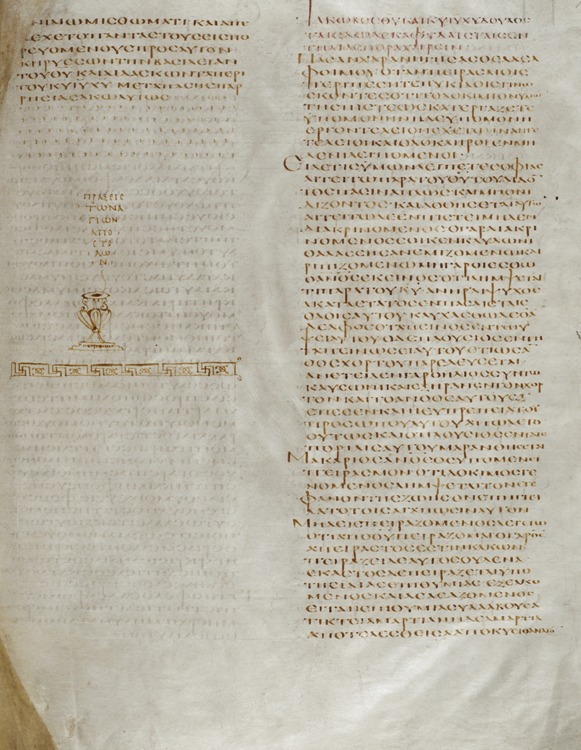
Fragment Kodeksu Aleksandryjskiego, który w Ewangeliach stosuje tekst bizantyjski, zaś w pozostałych księgach Nowego Testamentu – tekst aleksandryjski. Ilustracja przedstawia koniec Dziejów Apostolskich i początek Listu Jakuba

Tekst aleksandryjski – jeden z podstawowych typów (rodzin typów) tekstu Nowego Testamentu, obecny m.in. wśród większości wczesnych papirusów. Spośród głównych typów tekstu Nowego Testamentu jest jedynym, który stosuje gramatykę grecką według dialektu „koine”. Obecnie uważany jest przez krytyków tekstu za najlepszy tekst Nowego Testamentu.

## Historia badań
Nazwą tą po raz pierwszy posłużył się Johann Salomo Semmler (1725–1791), który zaproponował podział na trzy grupy: aleksandryjską, wschodnią i zachodnią.
Griesbach w 1777 roku sporządził listę rękopisów tekstu aleksandryjskiego: C, L, K, 1, 13, 33, 69, 106 oraz 118. Kodeks Watykański nie znalazł się na tej liście. W roku 1796 w drugim wydaniu swego „Novum Testamentum Graece” Griesbach dodał Kodeks Watykański jako przykład świadka tekstu Aleksandryjskiego w Ewangelii Marka, Łukasza i Jana. W dalszym ciągu był zdania, że w pierwszej połowie Ewangelii Mateusza reprezentuje tekst zachodni.

## Cechy tekstu aleksandryjskiego
Podaje tekst krótki, zwarty, daleki od harmonizacji, czasem z drobnymi opuszczeniami. Spotykamy w nim ludowe brzmienie słów i ludową ortografię. Tekst skażony jest jedynie itacyzmem i zasadniczo biorąc nienaruszony późniejszymi skażeniami i zniekształceniami. Dotykają one tylko niektórych rękopisów. W tekście aleksandryjskim brakuje jednak niektórych partii tekstów (Mt 16,2b-3; Mk 16,8-20; J 5,4; 7,53 – 8,11; 21,25). Dawniej przypuszczano (Westcott, Hermann von Soden), że jest wynikiem recenzji dokonanej przez Hezychiusza, na początku IV wieku. Okazało się jednak, że istniał przed Hezychiuszem.

## Świadkowie tekstu aleksandryjskiego
Wśród papirusów ponad 80% rękopisów przekazuje tekst aleksandryjski w I albo II kategorii Alanda. Wśród kodeksów majuskułowych 10 przekazuje tekst aleksandryjski I kategorii, około 60 II kategorii, a niektóre III kategorii z licznymi obcymi naleciałościami (głównie bizantynizmami). Najważniejszymi wśród nich są: Kodeks Synajski i Kodeks Watykański. Oba pochodzą z IV wieku. Wśród minuskułów jest już zdecydowaną mniejszością. 
Główne rękopisy przekazujące tekst aleksandryjski
| Symbol                               | Nazwa                    | Wiek    | Zawiera                     |
| {\displaystyle {\mathfrak {P}}^{75}} | Bodmer XIV-XV            | III     | fragmenty Łk i J            |
| {\displaystyle {\mathfrak {P}}^{66}} | Bodmer II                | ok. 200 | Ewangelie                   |
| {\displaystyle {\mathfrak {P}}^{46}} | Chester Beatty II        | ok. 200 | Listy Pawła                 |
| {\displaystyle {\mathfrak {P}}^{72}} | Papirus Bodmer VII-IX    | III/IV  | 1-2 Listy Piotra; List Judy |
| {\displaystyle \aleph }              | Kodeks Synajski          | 330-350 | Cały NT                     |
| B                                    | Kodeks Watykański        | ok. 330 | Mt - Hbr 9, 14              |
| A                                    | Kodeks Aleksandryjski    | ok. 400 | Bez Ewangelii               |
| C                                    | Kodeks Efrema            | V       | Bez Ewangelii               |
| Q                                    | Kodeks Gwelferbytański B | V       | fragmenty Łk - J            |
| T                                    | Codex Borgianus          | V       | fragmenty Łk - J            |
| Z                                    | Codex Dublinensis        | VI      | fragmenty Mateusza          |
| L                                    | Codex Regius             | VIII    | Ewangelie                   |
| 0220                                 | Kodeks 0220              | III     | List do Rzymian             |
| 33                                   | —                        | IX      | NT (bez Ap)                 |

Pozostałe rękopisy
Papirusy: 
{\displaystyle {\mathfrak {P}}^{1}}, {\displaystyle {\mathfrak {P}}^{4}}, {\displaystyle {\mathfrak {P}}^{5}}, {\displaystyle {\mathfrak {P}}^{6}}, {\displaystyle {\mathfrak {P}}^{8}}, {\displaystyle {\mathfrak {P}}^{9}}, {\displaystyle {\mathfrak {P}}^{10}}, {\displaystyle {\mathfrak {P}}^{11}}, {\displaystyle {\mathfrak {P}}^{12}}, {\displaystyle {\mathfrak {P}}^{13}}, {\displaystyle {\mathfrak {P}}^{14}}, {\displaystyle {\mathfrak {P}}^{15}}, {\displaystyle {\mathfrak {P}}^{16}}, {\displaystyle {\mathfrak {P}}^{17}}, {\displaystyle {\mathfrak {P}}^{18}}, {\displaystyle {\mathfrak {P}}^{19}}, {\displaystyle {\mathfrak {P}}^{20}}, {\displaystyle {\mathfrak {P}}^{22}}, {\displaystyle {\mathfrak {P}}^{23}}, {\displaystyle {\mathfrak {P}}^{24}}, {\displaystyle {\mathfrak {P}}^{26}}, {\displaystyle {\mathfrak {P}}^{27}}, {\displaystyle {\mathfrak {P}}^{28}}, {\displaystyle {\mathfrak {P}}^{29}}, {\displaystyle {\mathfrak {P}}^{30}}, {\displaystyle {\mathfrak {P}}^{31}}, {\displaystyle {\mathfrak {P}}^{32}}, {\displaystyle {\mathfrak {P}}^{33}}, {\displaystyle {\mathfrak {P}}^{34}}, {\displaystyle {\mathfrak {P}}^{35}}, {\displaystyle {\mathfrak {P}}^{37}}, {\displaystyle {\mathfrak {P}}^{39}}, {\displaystyle {\mathfrak {P}}^{40}}, {\displaystyle {\mathfrak {P}}^{43}}, {\displaystyle {\mathfrak {P}}^{44}}, {\displaystyle {\mathfrak {P}}^{45}}, {\displaystyle {\mathfrak {P}}^{47}}, {\displaystyle {\mathfrak {P}}^{49}}, {\displaystyle {\mathfrak {P}}^{51}}, {\displaystyle {\mathfrak {P}}^{53}}, {\displaystyle {\mathfrak {P}}^{55}}, {\displaystyle {\mathfrak {P}}^{56}}, {\displaystyle {\mathfrak {P}}^{57}}, {\displaystyle {\mathfrak {P}}^{61}}, {\displaystyle {\mathfrak {P}}^{62}}, {\displaystyle {\mathfrak {P}}^{63}}, {\displaystyle {\mathfrak {P}}^{64}}, {\displaystyle {\mathfrak {P}}^{65}}, {\displaystyle {\mathfrak {P}}^{70}}, {\displaystyle {\mathfrak {P}}^{71}}, {\displaystyle {\mathfrak {P}}^{74}}, {\displaystyle {\mathfrak {P}}^{77}}, {\displaystyle {\mathfrak {P}}^{78}}, {\displaystyle {\mathfrak {P}}^{79}}, {\displaystyle {\mathfrak {P}}^{80}} (?), {\displaystyle {\mathfrak {P}}^{81}}, {\displaystyle {\mathfrak {P}}^{82}}, {\displaystyle {\mathfrak {P}}^{85}} (?), {\displaystyle {\mathfrak {P}}^{86}}, {\displaystyle {\mathfrak {P}}^{87}}, {\displaystyle {\mathfrak {P}}^{90}}, {\displaystyle {\mathfrak {P}}^{91}}, {\displaystyle {\mathfrak {P}}^{92}}, {\displaystyle {\mathfrak {P}}^{95}}, {\displaystyle {\mathfrak {P}}^{100}}, {\displaystyle {\mathfrak {P}}^{101}}, {\displaystyle {\mathfrak {P}}^{103}}, {\displaystyle {\mathfrak {P}}^{104}}, {\displaystyle {\mathfrak {P}}^{106}}, {\displaystyle {\mathfrak {P}}^{107}}, {\displaystyle {\mathfrak {P}}^{108}}, {\displaystyle {\mathfrak {P}}^{110}}, {\displaystyle {\mathfrak {P}}^{111}}, {\displaystyle {\mathfrak {P}}^{115}}, {\displaystyle {\mathfrak {P}}^{122}}. 
Kodeksy majuskułowe:
Codex Coislinianus, Porphyrianus (oprócz Dziejów, Apok.), Dublinensis, Sangallensis (tylko w Marku), Zacynthius, Athous Lavrensis (tylko w Marku i Listach powszechnych), Vaticanus 2061, 059, 071, 073, 075, 076, 077, 081, 083, 085, 087, 088, 089, 091, 093 (oprócz Dziejów), 094, 096, 098, 0101, 0102, 0108, 0111, 0114, 0129, 0142, 0155, 0156, 0162, 0167, 0172, 0173, 0175, 0181, 0183, 0184, 0185, 0189, 0201, 0204, 0205, 0207, 0223, 0225, 0232, 0234, 0240, 0243, 0244, 0245, 0247, 0254, 0270, 0271, 0274. 
Kodeksy minuskułowe: 20, 89, 94, 104, 164, 215, 241, 254, 322, 323, 326, 376, 383, 579, 614, 718, 850, 1006, 1175, 1241, 1611, 1739, 1841, 1852, 1908, 2040, 2053, 2062, 2298, 2344 (CE, Rev), 2351, 2464.

## Przekłady
Tekst aleksandryjski przejęły przekłady koptyjskie w dialekcie sahidyckim (copsa) i bohairyckim (copbo). Przekład etiopski początkowo reprezentował tekst aleksandryjski, później w niektórych partiach uległ tekstowi bizantyjskiemu.
Wordsworth oraz White uważali, że Hieronim podczas pracy nad Wulgatą wykorzystał greckie rękopisy reprezentujące tekst aleksandryjski, bliskie Kodeksowi Synajskiemu, Watykańskiemu oraz Regiusowi. Późniejsze, bardziej dokładne badania wykazały jednak, że rękopisy te reprezentowały wczesny tekst bizantyński. 

## Ojcowie Kościoła
Tekst aleksandryjski cytują Klemens Aleksandryjski i Orygenes (przed 231 rokiem).

## Dzieje tekstu
Początkowo jego zasięg ograniczał się tylko do Egiptu. Już w IV wieku zaczął się mieszać z innymi tekstami (II kategoria tekstu), najczęściej z bizantyjskim. Niemniej jeszcze w wiekach XIII-XIV powstawały rękopisy przekazujące nieskażony tekst aleksandryjski (I kategoria tekstu). Ostatni rękopis pochodzi z XIV wieku (minuskuł 2427). II kategoria tekstu zaginęła w XV wieku. Od roku 1881 stał się tekstem, w oparciu o który zaczęto dokonywać przekładów Nowego Testamentu (z dodaniem brakujących partii tekstu). W końcu XIX wieku uważano go niemal za doskonały, w XX wieku zachwyt nieco zmalał, jednak w dalszym ciągu uważany jest za najlepszy. Dzięki papirusom, kodeksom ﬡ i B, i krytycznym porównaniom ich tekstu z przekładami na dialekty koptyjskie oraz cytatami Klemensa Aleksandryjskiego i Orygenesa, można odtworzyć tekst Nowego Testamentu jaki około roku 200 był w użyciu w Aleksandrii. Taki właśnie tekst, z niewielkimi odchyleniami, prezentują najnowsze wydania Nestle – Alanda.

## Zobacz
- Tekst bizantyjski
- Tekst cezarejski
- Tekst zachodni
- Textus receptus
- Różnice tekstowe pomiędzy Kodeksem Synajskim a Watykańskim

## Literatura
- Bruce M. Metzger: The Text of the New Testament: Its Transmission, Corruption, and Restoration. New York, Oxford: Oxford University Press, 1980, s. 156-185. (ang.).
- Gordon D. Fee, P75, P66, and Origen: The Myth of Early Textual Recension in Alexandria, in: Studies in the Theory and Method of New Testament Textual Criticism, vol. 45, Wm. Eerdmans 1993, ss. 247–273.